# Хазард (Кентаки)
Хазард (енгл. Hazard) град је у америчкој савезној држави Кентаки.

## Демографија
По попису из 2010. године број становника је 4.456, што је 350 (-7,3%) становника мање него 2000. године.
| Група             | 2000.         | 2010.         |
| Белци             | 4.320 (89,9%) | 4.025 (90,3%) |
| Афроамериканци    | 316 (6,6%)    | 264 (5,9%)    |
| Азијати           | 99 (2,1%)     | 52 (1,2%)     |
| Хиспаноамериканци | 22 (0,5%)     | 17 (0,4%)     |
| Укупно            | 4.806         | 4.456         |